# Gerhard Eickmeier
Gerhard Eickmeier (* 9. Mai 1931 in Eidinghausen; † 5. Juni 2024) war ein deutscher Jurist und von 1968 bis 1984 Oberstadtdirektor von Wilhelmshaven.

## Leben und Wirken
Der gebürtige Eidinghausener Gerhard Eickmeier studierte in Heidelberg, Berlin und Kiel Rechts- und Staatswissenschaften. 1963 wurde er mit der Dissertationsschrift Das Strafverfahrensrecht in Dithmarschen von 1447 bis 1559 promoviert. Anschließend trat er eine Stelle in der Direktion des hessischen Finanzministeriums in Wiesbaden an. Von dort wechselte er in die Kreisverwaltung der Stadt Gießen, wo er unter anderem für Regionalplanung und Industrieansiedlung zuständig war. Das Angebot, als Oberstadtdirektor nach Wilhelmshaven zu gehen, nahm er 1968 an. Er erwirkte den freiwilligen Zusammenschluss der ehemals selbstständigen friesländischen Gemeinde Sengwarden mit Wilhelmshaven.
Umstritten waren die Umstände der Übernahme des bundeseigenen Hafens – von „Jahrhundertvertrag“, aber auch von „Hafenmafia“ war die Rede. Dieser Aspekt sowie eine verfehlte Industrieansiedlungspolitik, das „Verscherbeln von kommunalen Einrichtungen“, die Umlenkung von öffentlichen Baumaßnahmen für die Neuanlage eines Golfplatzes oder das Betreiben seines Fliegerhobbys auf Steuerzahlerkosten führten 1983 zu staatsanwaltlichen Ermittlungen und im März 1984 zur Abberufung durch den Rat der Stadt Wilhelmshaven wegen „Fortfalls des Vertrauensverhältnisses“. Die Süddeutsche Zeitung vom 20. Oktober 1995 nannte „Verfilzung“ als Abberufungsgrund.
1986 erhielt Eickmeier seine Zulassung als Rechtsanwalt und gründete eine Kanzlei. Der Vater dreier Söhne war acht Jahre lang Vorsitzender des Stadtsportbundes (SSB).